# Národní třída
Národní třída – stacja linii B metra praskiego (odcinek I.B), położona na Nowym Mieście, w rejonie ulic: Spálená, Purkyniego (Purkyňova) i Rettigovej (Rettigové). Nazwa stacji nawiązuje do znajdującej się w pobliżu alei Narodowej (Národní třída).
Od 1 lipca 2012 roku stacja była czasowo zamknięta z powodu prac budowlanych nad stacją. Ponowne otwarcie nastąpiło 27 czerwca 2014 roku, w godzinach popołudniowych.